# Château de Pereto
Le château de Pereto est un château situé dans la commune de Pereto, province de L'Aquila, dans les Abruzzes.